# Нечай Віктор Ярославович
Віктор Ярославович Нечай (20 липня 1978, с. Довжанка, нині Україна — 26 травня 2022, біля м. Бахмут, Донецька область, Україна) — український військовослужбовець, солдат Збройних сил України, учасник російсько-української війни.

## Життєпис
Віктор Нечай народився 20 липня 1978 року в селі Довжанці, нині Підгороднянської громади Тернопільського району Тернопільської области України.
Працював далекобійником. З початком російського вторгнення в Україну 2022 року пішов добровольцем на фронт. Загинув 26 травня 2022 року біля м. Бахмута на Донеччині. Похований 29 травня 2022 року в родинному селі.
Залишилася дружина та двоє синів.

## Нагороди
- орден «За мужність» III ступеня (4 липня 2022, посмертно) — за особисту мужність і самовіддані дії, виявлені у захисті державного суверенітету та територіальної цілісності України, вірність військовій присязі[1].